# Olympische Sommerspiele 1996/Teilnehmer (San Marino)
| Gelbes Symbol für Goldmedaillen mit stilisierten Olympischen Ringen | Graues Symbol für Silbermedaillen mit stilisierten Olympischen Ringen | Braundes Symbol für Bronzemedaillen mit stilisierten Olympischen Ringen |
| ------------------------------------------------------------------- | --------------------------------------------------------------------- | ----------------------------------------------------------------------- |
| —                                                                   | —                                                                     | —                                                                       |

San Marino nahm an den Olympischen Sommerspielen 1996 in Atlanta, USA, mit einer Delegation von sieben Sportlern (sechs Männer und eine Frau) teil.

## Teilnehmer nach Sportarten

### Bogenschießen
- Paolo Tura
Einzel: 62. Platz

### Judo
- Loris Mularoni
Leichtgewicht: 21. Platz

### Leichtathletik
- Manlio Molinari
800 Meter: Vorläufe

### Schießen
- Francesco Amici
Trap: 31. Platz

- Nadia Marchi
Frauen, Luftpistole: 39. Platz

### Schwimmen
- Diego Mularoni
100 Meter Freistil: 59. Platz

### Segeln
- Luca Belluzzi
Finn-Dinghy: 56. Plazz